# Злобино (городской округ Кашира)
Злобино — деревня в городском округе Кашира Московской области.

## География
Находится в южной части Московской области на расстоянии приблизительно 14 км на юг-юго-запад по прямой от железнодорожной станции Кашира.

## История
Известна с 1715 года. Альтернативное название было Архангельское по церкви, построенной в 1715 году. До 2015 года входила в состав сельского поселения Базаровского Каширского района.

## Население
Постоянное население составляло 36 человек в 2002 году (русские 100 %), 19 в 2010.